# تشاه شاهام (مقاطعة فارياب)
تشاه شاهام (بالإنجليزية: Chah-e Shaham-e Sargorich)‏ هي مستوطنة تقع في كرمان في إيران.